# 杨安钢
杨安钢（1954年1月—），河南安阳人。第四军医大学基础部生物化学与分于生物学教研室教授，博士生导师，研究方向为肿瘤和病毒感染的分子免疫和靶向治疗。中华人民共和国教育部第二批“长江学者”特聘教授。主持包括“863”计划等多个重点学术科研课题、创立肿瘤靶向治疗等多个新治疗、模式发表百余篇论文，获得国家科技进步二等奖等多个奖项和发明专利。
1981年毕业于河南新乡医学院，1983年至1986年就读于第四军医大学生物化学专业，获硕士学位，1992年获生物化学与分子生物学博士学位，1995年至1998年在美国Wake Forest大学医学院做博士后研究和访问学者；后任第四军医大学教授，博士生导师。